# Hans Adolf Steiner
Hans Adolf Steiner (* 20. Oktober 1872 in Lenzburg, Kanton Aargau; † 17. April 1955 in Aarau, heimatberechtigt in Aarau) war ein Schweizer Grafiker und Maler.

## Leben und Werk
Steiner liess sich an der Schule des Gewerbemuseums in Aarau und anschliessend an der Allgemeinen Gewerbeschule Basel zum Grafiker ausbilden. Er arbeitete danach in verschiedenen Kunstwerkstätten des In- und Auslandes. Weitere Studien führten ihn nach München und Rom. Von 1904 bis 1940 war Steiner in leitender Stellung in der Lithographie-Anstalt «Huber & Anacker» tätig. In seiner Freizeit malte er Landschaften in Aquarell und Pastelle. Als Mitglied der GSMBA Sektion Aargau war er 25 Jahre deren Kassier und nahm regelmässig an den Aargauer Jahresausstellungen teil.
Steiner heiratete 1902 die aus Buchs stammende Anna, geborene Lienhard. Zusammen hatten sie vier Kinder.